# My Girl (canción de Arashi)
«My Girl» (マイガール?) es el vigesimoctavo sencillo de la boy band japonesa Arashi que fue lanzado el 11 de noviembre de 2009 por su sello discográfico J Storm. "My Girl" se está utilizando actualmente como tema de apertura del drama del mismo nombre protagonizada por un miembro de Arashi, Masaki Aiba. El sencillo fue lanzado en dos formatos: una edición regular y una edición limitada. El primero viene con dos pistas del lado B y el instrumental de todas las canciones, mientras que el segundo viene en el lado B "Tokei Jikake no Umbrella" (時計じかけのアンブレラ Clockwork Umbrella?) y un DVD.

## Información del sencillo
El 6 de octubre de 2009 se anunció que Arashi daría la canción de tema de apertura del drama My Girl protagonizado por Masaki Aiba. Fue lanzado en dos formatos: una regular y una edición limitada. En la edición regular fue incluido la canción principal y dos dellado B "Tokei Jikake no Umbrella" (時計じかけのアンブレラ Clockwork Umbrella?) y "Super Fresh" (スーパーフレッシュ Sūpā Furesshu?). Instrumentales para las tres pistas también se incluyeron. La edición limitada incluye "My Girl" y "Tokei Jikake no Umbrella" y vinieron empaquetados con un DVD que contiene el video promocional de "My Girl" y el making-of del video musical. El lado B "Tokei Jikake no Umbrella" se está utilizando como tema para el mini drama 0 Gōshitsu no Kyaku (0号室の客 Guest in Room 0?) que protagonizan diversos talentos de Johnny & Associates, incluyendo al miembro de Arashi Ohno Satoshi.

## Video musical
El video musical de "My Girl" fue dirigido por Yasuyuki Yamaguchi (山口 保幸 Yamaguchi Yasuyuki?).

## Lista de pistas

### Edición Regular Lista de pistas
| Edición Regular |                                           |                     |                                                  |          |  |
| N.º             | Título                                    | Letras              | Música                                           | Duración |  |
| 1.              | «My Girl»                                 | Wonderland          | Shinya Tada (多田 慎也 Tada Shinya?)             | 4:47     |  |
| 2.              | «Tokei Jikake no Umbrella»                | Sean-D, Shō Sakurai | Fredrik Hult, Robin Fredriksson, Mattias Larsson | 3:54     |  |
| 3.              | «Super Fresh»                             | Shigeo, Shun        | Shigeo                                           | 4:01     |  |
| 4.              | «My Girl» (Instrumental)                  |                     |                                                  | 4:47     |  |
| 5.              | «Tokei Jikake no Umbrella» (Instrumental) |                     |                                                  | 3:54     |  |
| 6.              | «Super Fresh» (Instrumental)              |                     |                                                  | 4:01     |  |

### Edición Limitada Lista de pistas
| Edición Limitada |                            |                 |                                                  |          |  |
| N.º              | Título                     | Letras          | Música                                           | Duración |  |
| 1.               | «My Girl»                  | Wonderland      | Tada                                             | 4:47     |  |
| 2.               | «Tokei Jikake no Umbrella» | Sean-D, Sakurai | Fredrik Hult, Robin Fredriksson, Mattias Larsson | 3:54     |  |

### Edición Limitada DVD Lista de pistas
| Edición Limitada DVD |                                       |          |  |
| N.º                  | Título                                | Duración |  |
| 1.                   | «My Girl» (Video musical y Making of) |          |  |

## Ventas
En la fecha de emisión del 26 de octubre de 2009 la canción "My Girl" debutó en el Billboard Japan Hot 100 en el número 51. En su quinta semana en la lista la canción pasó del número 41 al número uno en la fecha de emisión de 23 de noviembre de 2009. El sencillo debutó en el número uno de la lista Oricon daily singles chart por la venta de alrededor de 178 000 copias en su primer día. En la fecha de emisión el 23 de noviembre, el sencillo debutó en la cima de la lista Oricon vendiendo una estimación de 432 000 copias en su primera semana, convirtiéndose en su sencillo cuarto número uno del año. "My Girl" es también el tercer sencillo de 2009 en abrir con altas ventas en su primera semana, después de los sencillos de Arashi "Ashita no Kioku/Crazy Moon: Kimi wa Muteki" y "Believe/Kumorinochi, Kaisei" respectivamente.
El sencillo fue certificado con Doble Platinum por la Recording Industry Association of Japan (RIAJ) por el envío de 500 000 copies.

### Oricon sales chart (Japón)
| Lanzamiento             | Lista                        | Posición Máxima | Ventas Totales |
| ----------------------- | ---------------------------- | --------------- | -------------- |
| 11 de noviembre de 2009 | Oricon Daily Singles Chart   | 1               | 177 725        |
| 18 de noviembre de 2009 | Oricon Weekly Singles Chart  | 1               | 431 685        |
| Noviembre de 2009       | Oricon Monthly Singles Chart | 1               | 495 331        |
| Diciembre de 2009       | Oricon Yearly Singles Chart  | 3               | 513 186        |

### Billboard charts (Japón)
| Lista   | Posición Máxima |
| ------- | --------------- |
| Hot 100 | 1               |

### Ventas y certificaciones
| País  | Proveedor | Ventas  | Certificación |
| ----- | --------- | ------- | ------------- |
| Japón | RIAJ      | 513 186 | Doble platino |

## Fecha de lanzamientos
| País          | Fecha                                                | Formato                                      | Discográfica     |
| ------------- | ---------------------------------------------------- | -------------------------------------------- | ---------------- |
| Japón         | 11 de noviembre de 2009 (15 años, 7 meses y 18 días) | CD single (JACA-5188) CD+DVD (JACA-5186)     | J Storm          |
| Taiwán        | 27 de noviembre de 2009 (15 años, 7 meses y 2 días)  | CD single (JAJSG27024) CD+DVD (JAJSG27024/A) | Avex Taiwan      |
| Corea del Sur | 30 de noviembre de 2009 (15 años, 6 meses y 29 días) | CD single (SMJTCD325) CD+DVD (SMJTCD324B)    | SM Entertainment |